# キリストの昇天
キリストの昇天（キリストのしょうてん）は、キリスト教の教義で、復活したイエス・キリストが天にあげられたこと、またそれを記念するキリスト教の祝日。「イエスの昇天」は使徒信条やニカイア・コンスタンティノポリス信条にも含まれている。復活祭と連動する移動祭日でもある。なお、日本正教会では升天祭（しょうてんさい）との表記が祈祷書などにおいて正式な表記である。

## 教義
世俗の用法と異なり、現在のキリスト教ではこの語を人の死の意味で用いることはない。キリスト教の正統信仰では、普通の人の死に際して起こっていることはイエスの十字架の死と同じ現象、すなわち「陰府（よみ）に下る」ことであり、復活の栄光の体をもって天に昇る「昇天」とは分けて考える。カトリック教会ではイエスの他に聖母マリアが、死後直ちに天にあげられたという信仰が有り、これを聖母被昇天（ラテン語: assumptio）と呼ぶ。

## 聖書の記述
聖書には、『マルコによる福音書』、『ルカによる福音書』、『使徒言行録』以外では、昇天に関する記述は無い。

『マタイによる福音書』は、ガリラヤの山でイエスが弟子たちに世界へ福音を伝えるよう命じて終わっており、昇天に関する記述は無い。

さて、十一人の弟子たちはガリラヤに行って、イエスが彼らに行くように命じられた山に登った。そして、イエスに会って拝した。しかし、疑う者もいた。イエスは彼らに近づいてきて言われた、「わたしは、天においても地においても、いっさいの権威を授けられた。それゆえに、あなたがたは行って、すべての国民を弟子として、父と子と聖霊との名によって、彼らにバプテスマを施し、あなたがたに命じておいたいっさいのことを守るように教えよ。見よ、わたしは世の終りまで、いつもあなたがたと共にいるのである」。(『マタイによる福音書』28章16-20節) 

イエス・キリストの昇天に関する記述が見られる第一の資料は『マルコによる福音書』16章14節から19節である。その描写によると、11人の使徒が食事をしているときにイエスが現れ、イエスは弟子たちに福音を述べ伝えるよう命じ、信じるものは毒にも倒れず、病気のものを癒す力が与えられると言った。イエスはこう言い終えると天に上げられ、神の右の座についたという。昇天という出来事自体に関する記述はない。

今から弟子たちとペテロとの所へ行って、こう伝えなさい。イエスはあなたがたより先にガリラヤへ行かれる。かねて、あなたがたに言われたとおり、そこでお会いできるであろう、と」。(『マルコによる福音書』16章7節) 

この後、そのうちのふたりが、いなかの方へ歩いていると、イエスはちがった姿で御自身をあらわされた。(『マルコによる福音書』16章12節)

その後、十一人が食事をしているとき、イエスが現れ、その不信仰とかたくなな心をおとがめになった。復活されたイエスを見た人々の言うことを、信じなかったからである。それから、イエスは言われた。「全世界に行って、すべての造られたものに福音を宣べ伝えなさい。信じて洗礼を受ける者は救われるが、信じない者は滅びの宣告を受ける。信じる者には次のようなしるしが伴う。彼らはわたしの名によって悪霊を追い出し、新しい言葉を語る。手で蛇をつかみ、また、毒を飲んでも決して害を受けず、病人に手を置けば治る。」主イエスは、弟子たちに話した後、天に上げられ、神の右の座に着かれた。(『マルコによる福音書』16章14節～19節) 

マルコによる福音書では、16章7節で天使と思われる若者が「ガリラヤでお会いできる」と明言しているので、イエスと11人の使徒が再会した場所＝イエスが昇天した場所は、イスラエル近郊の家屋（そもそも、マルコ福音書には、食事をしていた、食卓に着いていた、と書かれているだけで、室内・屋内とは明言されていない。ヨハネ福音書のように屋外での食事風景かもしれない）ではなく、マタイ福音書と同じくガリラヤである。そうでなければ天使が（ひいては天使を遣わした神が）嘘をついたことになる。16章12節で田舎の方へ歩いている二人が出会ったイエスこそが、ガリラヤ（いなか）へ移動中のイエスであるとも解釈できる。
『ルカによる福音書』24章50節から51節の記述はもっと短い。イエスは11人の使徒とエルサレム近郊のベタニアに赴く。イエスは彼らを祝福し、天に上げられたという。マルコでもルカでも、昇天は復活後すぐに起こっている。

イエスは、そこから彼らをベタニアの辺りまで連れて行き、手を上げて祝福された。そして、祝福しながら彼らを離れ、天に上げられた。(『ルカによる福音書』 24章50-51節)

昇天に関してもっとも詳細な描写を行っているのは『使徒言行録』1:9-12である。

イエスは苦難を受けたのち、自分の生きていることを数々の確かな証拠によって示し、四十日にわたってたびたび彼らに現れて、神の国のことを語られた。そして食事を共にしているとき、彼らにお命じになった、「エルサレムから離れないで、かねてわたしから聞いていた父の約束を待っているがよい。すなわち、ヨハネは水でバプテスマを授けたが、あなたがたは間もなく聖霊によって、バプテスマを授けられるであろう」。(『使徒言行録』1章3-5節) 

さて、弟子たちが一緒に集まったとき、イエスに問うて言った、「主よ、イスラエルのために国を復興なさるのは、この時なのですか」。彼らに言われた、「時期や場合は、父がご自分の権威によって定めておられるのであって、あなたがたの知る限りではない。ただ、聖霊があなたがたにくだる時、あなたがたは力を受けて、エルサレム、ユダヤとサマリヤの全土、さらに地のはてまで、わたしの証人となるであろう」。(『使徒言行録』1章6-8節) 

こう言い終ると、イエスは彼らの見ている前で天に上げられ、雲に迎えられて、その姿が見えなくなった。イエスの上って行かれるとき、彼らが天を見つめていると、見よ、白い衣を着たふたりの人が、彼らのそばに立っていて言った、「ガリラヤの人たちよ、なぜ天を仰いで立っているのか。あなたがたを離れて天に上げられたこのイエスは、天に上って行かれるのをあなたがたが見たのと同じ有様で、またおいでになるであろう」。それから彼らは、オリブという山を下ってエルサレムに帰った。この山はエルサレムに近く、安息日に許されている距離のところにある。(『使徒言行録』1章9-12節) 

一見すると、これらの三つ（マルコ・ルカ・使徒言行録）の昇天に関する記述は微妙に食い違っているようである。特にルカ福音書と使徒言行録が同じ著者によって書かれたという伝承があるだけに読者は戸惑いを感じるであろう。しかしよく見ると、ルカ福音書では決してイエスが復活後すぐに天に上げられたといっているわけではないことがわかる。また聖書学的にはマルコ福音書の本来の末尾は16:8であり、それ以降の部分は後代の付加であろうという説が有力になっていることにも留意する必要がある。

『ヨハネによる福音書』では、海辺で153匹の魚を獲る話とイエスの愛しておられた弟子ヨハネの話で終わっており、昇天に関する記述は無い。しかし、この153匹の魚は、イエスの復活から153日間＝5か月間の時間経過を表しているとも考えられる。復活から5か月後に辿り着くその場所は、マタイ・マルコ福音書と同じくガリラヤ（ガリラヤは死海を挟んでエルサレムの真向かいにある）である。マリアとイエスの故郷にして、イエスが宣教の主舞台とした、このガリラヤに再び辿り着くことが、昇天と同じ意味を持っているのである。
この場所で、パンと魚の朝食を済ませた後、イエスはペトロに三度問う。「ヨハネの子シモンよ、わたしを愛するか」。ペトロは三度答える。「主よ、そうです。わたしがあなたを愛することは、あなたがご存じです」。これはかつてイエスが連行されたエルサレムの大祭司の館の中庭において、ペトロがイエスを三度否認したことと対比をなすものである。そして朝食は最後の晩餐と対比をなすものである。イエスはペトロに後事を託す。「わたしの羊を飼いなさい」。
実は四福音書は、ルカ福音書以外は全て、ガリラヤを物語の終点としているのである。ガリラヤは、終わりの地であるエルサレムと対となる、始まりの地なのである。このガリラヤをもう一つの新しいエルサレムと解釈することも可能である。

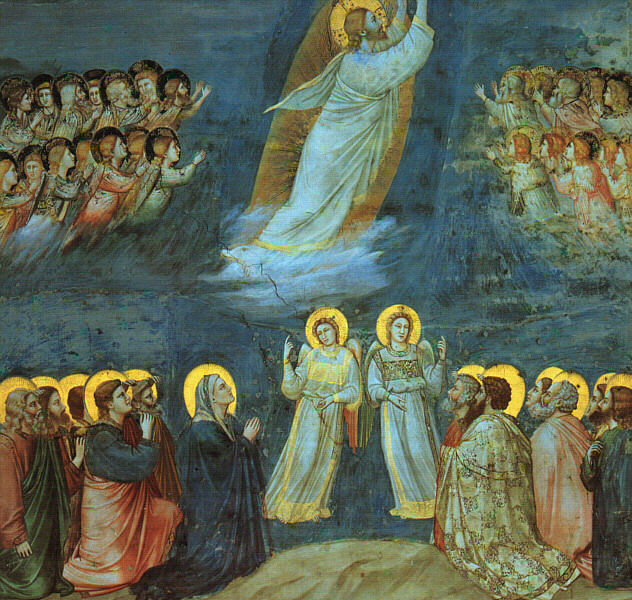
ジョット作「主の昇天」

## イエスはどこから昇天したのか
しかし、なぜ、ルカによる福音書と使徒言行録の、キリストの昇天に関する記述に、違いがあるのであろうか。
上記のような穏当な考えでは、使徒言行録のキリストの昇天に関する記述は、ルカ福音書の記述を詳細にしたものと解釈できる。逆に言えば、ルカ福音書は使徒言行録の簡略版と解釈できる。
それが、使徒言行録にはあって、ルカ福音書には無い、「四十日」という違いである。
上記のような穏当な考えでは、使徒言行録の方に合わせて、ルカ福音書でも、記述されてなくとも実際には、「復活から昇天まで40日間あったのだろう」と解釈している。
しかし、ルカ福音書と使徒言行録の両者は、本当にそのような関係（簡略版と詳細版）なのであろうか。
実は、ルカ福音書と使徒言行録は、キリストの昇天に関して、別解釈を記述しているのではないか。

ルカ福音書を素直に読めば、イエスは復活後にすぐに昇天したとしか読めない。「ルカ福音書でも復活から昇天まで40日間あった」とする論者は、ルカ福音書の「それから」という接続詞の間に、勝手に時間経過を挟んで、解釈しているだけである。

そもそも、使徒言行録では、「イエスがエルサレム近郊のベタニア辺りのオリーブ山（の頂上）から昇天した」とは書かれていない。
ただ単に、「イエスが（どこかから）昇天した後に、弟子達がエルサレム近くのオリーブ山から下りてきた」と書かれているだけである。ベタニアとも書かれていない。
それをもって、かつ、ルカ福音書の記述と整合させて、「イエスはエルサレム近郊のベタニア辺りのオリーブ山（の頂上）から昇天した（のだろう）」と、イエスと弟子達が昇天時にどこにいたのかを、勝手に推測して解釈しているだけである。

では、使徒言行録においては、本当はイエスはどこから昇天したのであろうか。
もちろんそれは明言されていない。
しかし「匂わせている（示唆している）」個所はある。
それが使徒言行録1章11節における、2人の人（天使）の言葉である。

「ガリラヤの人たちよ、なぜ天を仰いで立っているのか。あなたがたを離れて天に上げられたこのイエスは、天に上って行かれるのをあなたがたが見たのと同じ有様で、またおいでになるであろう」。『使徒言行録』1章11節)

なぜ、この場面で、2人の人（天使）は、弟子達に「ガリラヤの人たちよ」と、わざわざ呼びかけたのであろうか。
なるほど、イエスの弟子達は、ガリラヤ出身者が多い。だから従来、ここでも単にそのように解釈されてきた。
しかし、聖書の言葉には、一言一句に重要な意味がある。単なる修飾や挨拶で余計なことを書いたりはしない。
この場面で、「ガリラヤ」という単語を出したからには、そこには、重要な意味、かつ、そこで出さなければならない必要性・必然、があるのである。

つまり、使徒言行録において、イエスが昇天したのは、ベタニアではなく、ルカ福音書を除く三福音書（マタイ・マルコ・ヨハネ）と同じく、ガリラヤなのである。
この時、弟子達はガリラヤにいたのである。故に、2人の人（天使）は「ガリラヤの人たちよ」と、呼びかけたのである。

そもそも、使徒言行録には、「イエスと弟子達がオリーブ山に集まってから、イエスが昇天した」とは書かれていない。
イエスの復活後、イエスと弟子達がどこにいたのかは明言されていない。イエスがどこから昇天したのかは明言されていない。
はっきり言っておく。
使徒言行録には、「イエスと弟子達がエルサレム近郊のベタニア辺りのオリーブ山に集まってから、イエスがオリーブ山（の頂上）から昇天した」などとは一言も書かれていない。

故に、「使徒言行録においては」、復活後のイエスと弟子達の軌跡はこうである。

イエスの復活→すぐにイエスと弟子達がガリラヤに移動→ガリラヤで40日間を過ごす→40日間の最終日にガリラヤにおいてイエスが昇天→そのまま弟子達がエルサレム近郊のオリーブ山を下山→弟子達がエルサレムに移動

もしくは、

イエスの復活→40日間をかけてイエスと弟子達がガリラヤに移動（イエスと弟子達が、合流してからガリラヤに行ったのか、それとも、ガリラヤで合流したのかは不明。マタイ・マルコ・ヨハネの三福音書との整合性を考えれば後者）→ガリラヤでの滞在期間は不明→ガリラヤにおいてイエスが昇天→そのまま弟子達がエルサレム近郊のオリーブ山を下山→弟子達がエルサレムに移動

もしくは

イエスの復活→40日間をかけてイエスと弟子達がガリラヤに移動（イエスと弟子達が、合流してからガリラヤに行ったのか、それとも、ガリラヤで合流したのかは不明。マタイ・マルコ・ヨハネの三福音書との整合性を考えれば後者）→ガリラヤでの滞在期間は不明→ガリラヤにおいてイエスが昇天→すぐに弟子達がエルサレム近郊のオリーブ山に大返しで移動し下山→弟子達がエルサレムに移動

である。

どうして、イエスがガリラヤで昇天した後に、弟子達が、わざわざエルサレム近郊のオリーブ山に移動して、そして、わざわざ下山するのか、理由や意味がわからないかもしれない。
エルサレムへ戻るのはわかる。イエスが「エルサレムから離れないで、かねてわたしから聞いていた父の約束を待っているがよい。（略）あなたがたは間もなく聖霊によって、バプテスマを授けられるであろう」と、弟子達に命じたからである。命じたのは、ガリラヤにいるときか、ガリラヤへの道中であろう。
だが、「オリーブ山に寄らずに、直接エルサレムに向かえばいいだろ」とか「いつの間に、何のために、何をしに、山に登ったんだよ」とか「すぐに下山するならそもそも登らなければいいだろ」などの突っ込みがあるかもしれない。
しかし、使徒言行録には「イエスが（どこかから）昇天した後に、弟子達がエルサレム近くのオリーブ山から（登ったとは書かれていない）下りてきた」ことが書かれているので、これは確定事項として変更することはできないのである。
実は、山に移動するという行為に、山に登るという行為が含まれているのである。また、どうして山に移動するのかというと、エルサレムへ向かう移動ルートに山があるからである。

つまり、イエスの昇天に関して、ルカ福音書では「ベタニア昇天説」、使徒言行録では「ガリラヤ昇天説」という、それぞれ別解釈が書かれていたのである。
この2つの説は、それぞれ、「イエスのベツレヘム生誕説」と「イエスのガリラヤ（ナザレ）生誕説」に対応するものである。なお、「ガリラヤ（ナザレ）生誕説」も、「ベツレヘム生誕説」の明記に対し、「匂わせ」により、示されている。別解釈が生じる背景には、「生れた（降誕した）場所（始まり）と死ぬ（昇天した）場所（終わり）は同じ場所でなければならない」とする思想（ルール）がある。しかし、生まれた（降誕した）場所に二か所の解釈の揺れが存在するので、それに対応して、死ぬ（昇天した）場所にも、二か所の解釈の揺れが存在するのである。
よって、生まれた場所と昇天した場所の対応関係には、
1. ベツレヘムで生まれてベタニアで昇天する
2. ベツレヘムで生まれてガリラヤで昇天する
3. ガリラヤ（ナザレ）で生まれてベタニアで昇天する
4. ガリラヤ（ナザレ）で生まれてガリラヤで昇天する

の4パターンが存在するわけである。この組み合わせのためにも、ルカ福音書のベタニア昇天説の記述は必要だったのである。
この4パターン（4つの解釈）は、どれか一つだけが正しい（正解）というわけではない。そうではなく、この4つの解釈のそれぞれが（全てが）正しいのである。

ルカ福音書と使徒言行録の記者は、両説（「ベタニア昇天説」と「ガリラヤ昇天説」）に関し、両方とも何らかの方法で記述したかったのであろう。しかし、一方で「ベタニアから昇天した」と書き、もう一方で「ガリラヤから昇天した」というように、あからさまに記述が異なると、聖書の信用性や、ひいてはイエスの実在性を、損ねてしまう。そこで、使徒言行録では、「イエスはガリラヤから昇天した」とは明言せずに、基本はルカ福音書の記述に寄りながらも、ルカ福音書には無い、「四十日」と「ガリラヤ」という単語を途中に挿入することで、三福音書と整合性のある、「ガリラヤ昇天説」を（わかる人にはわかるであろうと）「匂わせた」に「留めた」のであろう。
もっと考えを広げると、キリストの昇天に関して、昇天と場所を、両方とも揃えて明記しているのは、ルカ福音書のみである。それ以外の福音書や使徒言行録は、昇天したと明記しても場所をぼかしたり、場所は明記しても昇天したことを書かなかったりしている。これらも、上記と同様の理由と考えられる。

これらから、新約聖書は、マタイ・マルコ・ヨハネ福音書・使徒言行録：ルカ福音書の、4：1で、「ガリラヤ昇天説」を推しているのである。

## キリスト教における死の婉曲表現
キリスト教はそもそも信仰上の理由から死を忌むことが少なく、そのまま「死亡」「死去」「逝去」などの語を用いるが、何らかの配慮が必要な際には逆に死生観の異なる仏教や神道に基づく表現を使うわけにいかず、不自由することになる。使えない語としては、成仏はもちろん、転生を意味する往生、霊界の存在を明示する他界、鬼籍に入る、復活の教義に抵触する永眠（ただし正教では正式な用語として使う）などがある。
そこで独自の表現を用いることになるが、上記教義上の区別により、「召天」（しょうてん、天に召される）「帰天」（きてん、天に帰る）などの語を用いる。ただし、「召天」は戦後に、人の死去に対し「昇天」を用いる神学的問題とキリストに対する不遜を避ける遠慮から音を合わせて造語されたものであり、漢文に親しんだ世代からは「『天を召す』としか読めない、間違っている上にかえって不遜な表現である」という批判がある。

## 昇天祭
昇天祭または昇天日 (Ascension Day) はキリスト教の祝祭日の一つである。「キリストの昇天」を記念し祝う。
キリストの昇天の祝日はキリスト教の典礼暦の中でもっとも大きな祝いの一つであり、教派を超えて広範に祝われている。日本語表記は教派によって異なるが、「主の昇天」や「昇天祭」などと呼ばれる。
この日は復活祭に連動して動くため、西方教会の場合早くて4月30日、遅くて6月3日になる。本来、昇天は復活祭から40日後（復活祭の日を第1日と数えるため、実際には39日後。正確な表現では、復活祭から数えて6回目の日曜日後の木曜日。）のことで木曜日にあたるが、西方教会では、平日に教会に集まりにくい信徒の事情を考慮してその次の日曜日に祝われる地域もある（日本のカトリック教会など)。
カトリック教会では主の昇天の祭日は大きな祝い日で守るべき祭日とされている。現在はプロテスタント地域であるスカンジナビア諸国、オランダ、ドイツなどでは、昇天の祝日は国祭日となっている。ドイツでは同日が父の日にもあたっている。またインドネシアでも国民の休日となっているが、日付はずらされることがある。
正教会では升天（昇天祭）といい、十二大祭のひとつである。正教会ではこの日をもって復活祭期の終わりとするため、教会暦上の大きな節目のひとつでもある。
大西洋にあるイギリス領のアセンション島は、昇天の祝日にヨーロッパ人に発見されたため、「昇天」を意味する名前がついた。パラグアイの首都アスンシオンは聖母の被昇天の祭日である8月15日に開かれたため、スペイン語で被昇天を意味する名がつけられているので、イエスの昇天とは無関係である。